# あじさい (音楽グループ)
あじさいは、日本のR&Bバンド。

## メンバー
- 木梨憲武（ボーカル）
- HI-D（ボーカル）
- 矢吹俊郎（ギター、リーダー）
- 渡辺格（ギター）
- 大平勉（キーボード）
- 坂本竜太（ベース）
- 渡辺豊（ドラム）

## 来歴
2004年、木梨がライフワークとして行っている「NORITAKE GUIDE FREE LIVE」にて、矢吹と渡辺格が木梨の歌の伴奏で参加した。その後、同じく木梨が当時出演していたテレビ番組「木梨ガイド」の後期に放送された「木梨ガイドjoint」にも矢吹と渡辺格が参加した。
2005年の「NORITAKE GUIDE II PEACE LIVE」で、前述のメンバーに加え、パーカッションの松下俊彦（「とんねるずのみなさんのおかげでした」スタッフ（音響効果）。前年はDJとして参加）と大平がバンドとして参加。このとき「ひまわり」を名乗る。
2006年の「NORITAKE GUIDE III 〜9975 PARTY〜」にて、現在のメンバー構成となり、この席で初めて「あじさい」を名乗る。
木梨が、デビュー以前より親交のあったAIを介して交流していた、作曲家・編曲家のEQに楽曲制作を依頼。完成した作品を、EQと同じく交流のあるHI-Dと共に「NORITAKE GUIDE III 〜9975 PARTY〜」にて発表。観客やファンからの要望を受け、CDデビューに至った。

## ディスコグラフィ

### シングル
- 二人だけの世界（2006年10月18日）

### 未発表曲
- 帰り道（2007年6月、「NORITAKE GUIDE IV ONE HALF LIVE」にて発表）
  - 作詞:木梨・矢吹／作曲:大平

## 備考
木梨と矢吹は幼稚園と世田谷区立千歳中学校で、クラスは異なるものの同学年。中学時代から交流が続いている。
矢吹はとんねるずの学園祭ツアーでのバックバンドに参加していた。
大平は、とんねるずが「情けねえ」を歌っていた頃のツアーのバンドメンバーである。
矢吹が声優・歌手の水樹奈々のプロデュースをしている関係か、水樹奈々のライブバンド「cherry boys」とメンバーが一部重複している。
木梨にとって、「とんねるず」「憲三郎&ジョージ山本」「野猿」「木梨憲武＋忌野清志郎」以来となる、5組目のユニット（歌手デビュー）となる。
渡辺格は、「NORITAKE GUIDE」の際は「渡辺-イタルヴィッチ-格」とクレジットされる。
2006年10月に放送された、木梨出演のCM「ひかりone」（KDDI×TEPCO）に矢吹・大平・坂本が出演。この撮影の際矢吹は「20回のNGを出した。」とデビューイベントで告白した。
2006年12月6日に放送されたFNS歌謡祭2006に出演時、登場の際に木梨が「第3位」とプレートにかかれたトロフィーをもって登場した。